# 餘樊君
餘樊君（？—前208年），名不详，楚国人，秦朝末年農民軍將領，項梁屬下部曲别将。
秦二世二年（前208年）十一月（颛顼历第二个月），陈县（今河南省淮阳县）人秦嘉、符离人朱雞石等聚众起兵反秦，陈胜死后，秦嘉在彭城拥立景驹为楚假王。項梁拥立楚怀王心反抗秦朝，餘樊君为項梁別將。三月（颛顼历第六个月），项梁兼并了秦嘉的军队，景驹走死梁地。项梁驻扎在胡陵，将率军西进。秦將章邯率領秦军征伐楚国，大軍至栗县（治今河南省夏邑县），項梁派別將朱鸡石、餘樊君迎戰章邯。餘樊君戰死。朱雞石軍敗，逃到胡陵（今山东省微山县西）。項梁于是率军进入薛县（今山东省滕州市南），誅杀朱雞石。